# Университет Париж-север XIII
Университет Сорбонна Париж Север (до 2020 г. Университет Париж 13, или Университет Париж-Север) — французский государственный университет, один из 13 Парижских университетов основанных после майских событий 1968 года.

## История
Университет Париж XIII был создан в начале 60-х годов ХХ по инициативе ректора Парижского университета в рамках открытия третьего научного факультета Сен-Дени-Вильтанёз. Изначально университет назывался Университетским центром Сен-Дени, но позже, в формате реформы Law Faure, в ходе которой было принято решение о создании тринадцати автономных междисциплинарных университетов, призванных заменить факультеты Парижского университета, получил название Париж XIII.
Проектировали университет архитекторы Адриан Файнзильберг и Жюль Анспах в рамках реконструкции г.Вильтанёз. В первом здании университета, построенном в 1970 году, в декабре обучалось около 1500 студентов первого года обучения в таких дисциплинах, как право, экономика и гуманитарные науки. В 1972 году было завершено строительство двух библиотек университета.

## Структура
Университет состоит из 5 факультетов и Института Галилея.

### Факультеты
- Факультет литературы, гуманитарных наук и цивилизаций
- Факультет права, политологии и общественных наук
- Факультет Коммуникаций
- Факультет экономики и менеджмента
- Факультет медицины, здоровья и биологии человека